# Pellaea glaciogena
Pellaea glaciogena är en kantbräkenväxtart som beskrevs av Warren Herbert Wagner. Pellaea glaciogena ingår i släktet Pellaea och familjen Pteridaceae. Inga underarter finns listade.